# 1,1-二(溴甲基)环丙烷
1,1-二(溴甲基)环丙烷是一种有机溴化合物，化学式为C5H8Br2。它可以1,1-环丙烷二甲醇为原料，转化为1,1-环丙烷二甲醇二甲磺酸酯后在丙酮中和溴化锂反应制得。它可用于合成螺己烷的衍生物。